# Sämischgerbung

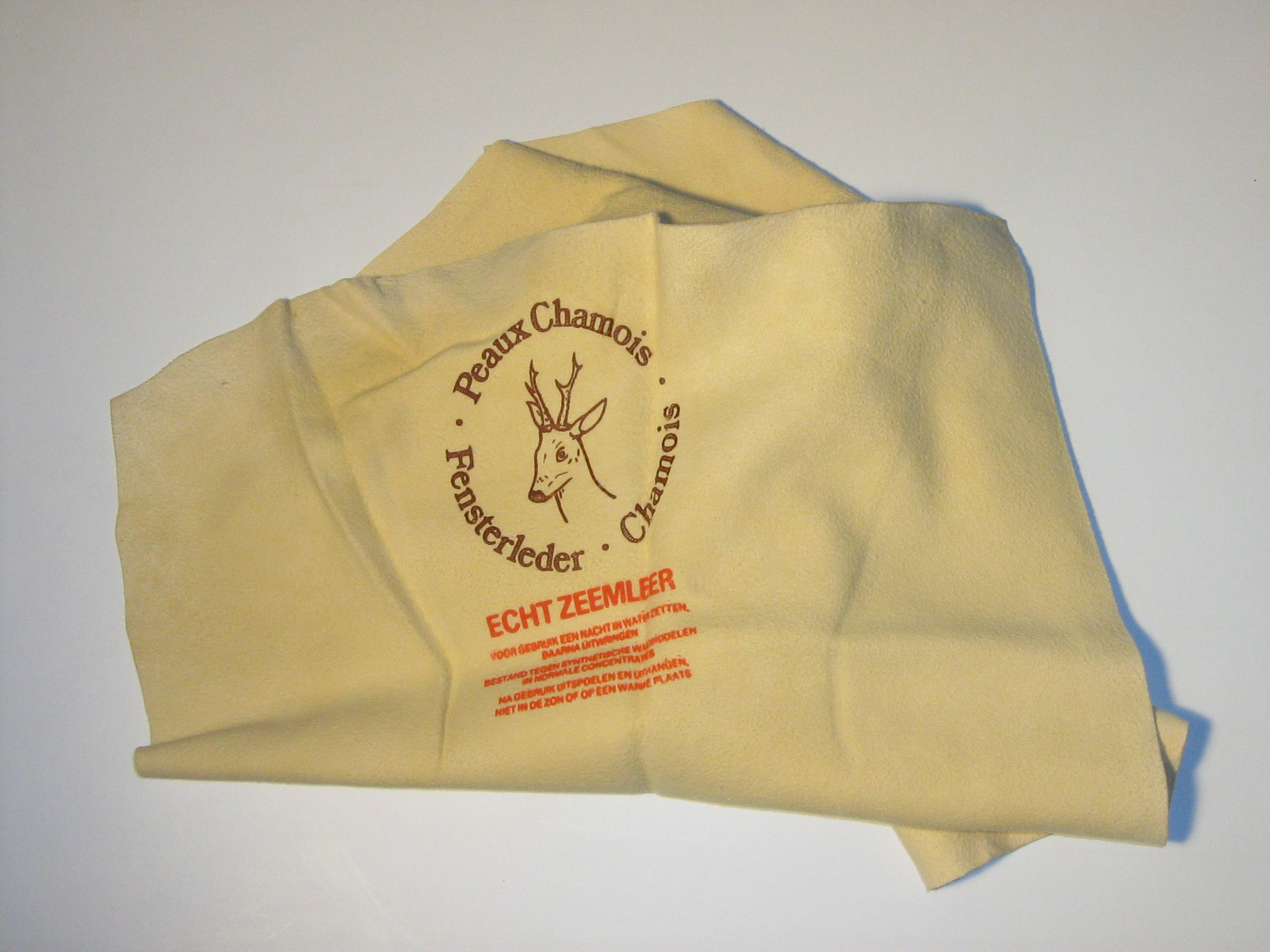
Fenstertuch aus Sämischleder

Sämischgerbung (auch Fettgerbung, Trangerbung) ist eine Art der Fettgerbung zur Herstellung von Leder. Als Sämischleder (Chamoisleder) werden Leder bezeichnet, die durch Sämischgerbung, also mit Gerbstoffen auf der Basis oxidierbarer Fette, hergestellt werden.

## Eigenschaften

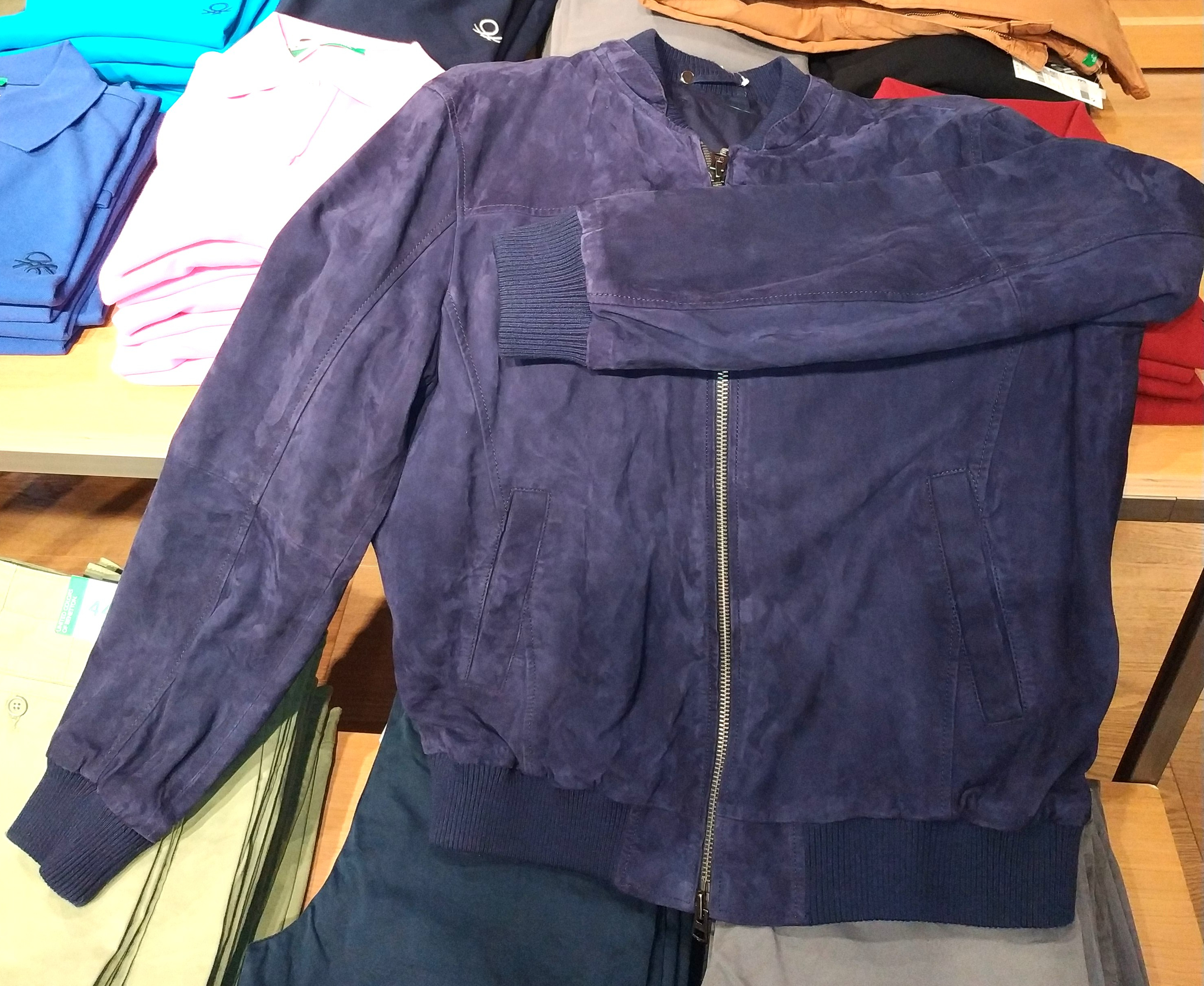
Sämischlederjacke

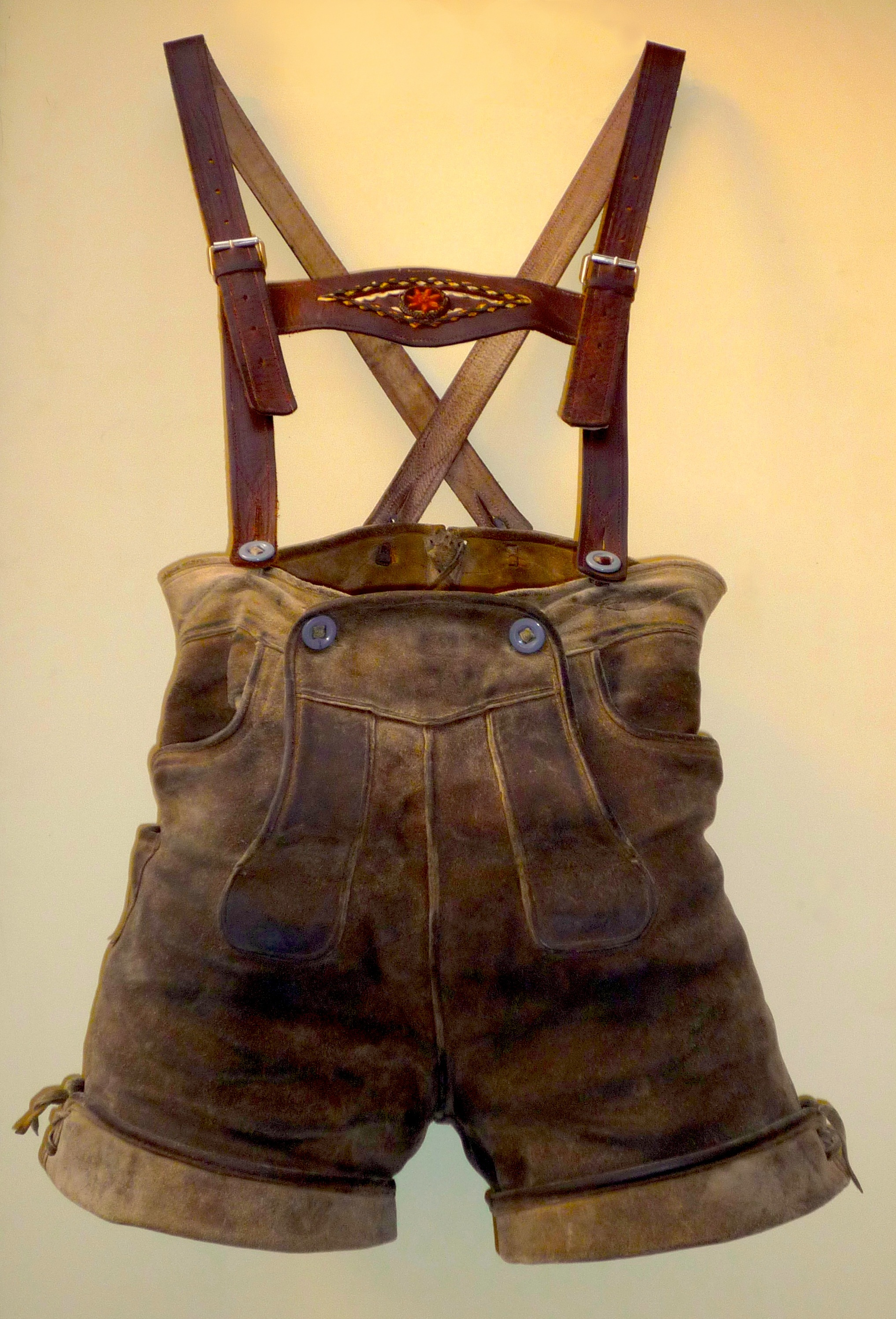
Lederhose

Der Gerbvorgang liefert ein sehr weiches, oft sich samtartig anfühlendes Leder. Sämischleder wird hauptsächlich für Trachtenbekleidung eingesetzt. Hierfür ist eine gerne verwendete Rohhaut Rotwild (Hirschleder). Durch die große Weichheit, Waschbarkeit, Schweiß- und Alkalibeständigkeit sowie die antiallergene Wirkung eignet es sich zur Verwendung in der Orthopädie oder als Sitzeinsatz in Radhosen. Wegen seiner Weichheit und Porigkeit wird Sämischleder auch als Fensterleder verwendet und zu Reinigungszwecken beispielsweise in Restaurierungswerkstätten eingesetzt. Sämischleder nimmt bis zum achtfachen Gewicht Wasser auf, üblicherweise das Dreifache. Meistens ist Sämischleder auf beiden Seiten ein Rauleder, bei dem die oberste Hautschicht chemisch abgestoßen oder mechanisch abgeschliffen wurde. Der gute Isoliereffekt ist ein Vorteil bei der Verarbeitung zu Handschuhen.
Obwohl bei der Sämischgerbung die Schrumpfungstemperatur der Haut beim Kochen im Gegensatz zur Chromgerbung und zur Vegetabilgerbung nur wenig gesteigert wird, kann man von einer echten Gerbung sprechen, da das kollagene Fasergefüge vernetzt und die Gerbstoffe irreversibel gebunden werden. Die Schrumpfungstemperatur liegt bei sämischgegerbtem Leder bei etwa 65 – 70 °C, geringfügig höher als bei rohen Häuten. Das liegt an dem im Vergleich zur Chrom- oder Vegetabilgerbung deutlich größeren Anteil an chemischen Bindungen zwischen den Gerbstoffmolekülen als chemische Bindungen zwischen Gerbstoffmolekül und Kollagen. Die Gerbstoffe reagieren bei der Sämischgerbung häufiger miteinander als mit dem Leder. Die Schrumpfung oberhalb der Schrumpfungstemperatur ist durch starkes Abkühlen zu 90 % reversibel (‚Ewald-Effekt‘). Das kann zur thermischen Verformung des Sämischleders durch Schrumpfung verwendet werden.
Es gibt zwei Varianten der Sämischgerbung:
- Altsämisch – Gerbung nur mit Tran
- Neusämisch – Vorgerbung mit 1–2 % Aldehyd (früher Formaldehyd, heute Glutaraldehyd) über 24 Stunden, danach Hauptgerbung mit Tran.

Bei der Variante des Altsämischgerbens werden die Häute, vor allem von Wild, mit Lebertran, in diesem Fall Dorschlebertran, im Allgemeinen aber Fischtran genannt, durchgewalkt.

## Verwendete Materialien
Die weitaus gebräuchlichsten Fettsubstanzen für das Sämischgerben sind Trane. Das sind tierische Öle von verschiedenen Seetieren. Gewöhnlicher Tran stammte früher von Delfinen, Haien, Pottwalen und anderen Walarten, Seehunden und Walrossen. Diese Öle werden aus Teilen dieser Tiere durch Erhitzen und Auspressen gewonnen. Ihre Farbe und der Geruch unterscheiden sich. Die aus den Leberorganen von Dorschen bzw. Kabeljau extrahierten Fettsubstanzen werden dagegen als Leberöl oder Dorschlebertran bezeichnet. Heute wird bevorzugt Dorschlebertran zur Sämischgerbung eingesetzt. In der Praxis kam und kommt neben Tran ferner Eidotter, Leinöl, Rüböl (aus Brassica nigra L.) oder Öl aus Gummibaumsamen zur Anwendung. Eigene Fette der Tiere, deren Häute zur Lederherstellung in Frage kommen, sind hierfür weniger geeignet, wenn auch Gehirn früher oft verwendet wurde (daher die Bezeichnung „Hirngerbung“); vor allem bei den nordamerikanischen Indianern, die dies häufig mit einer Rauchkonservierung verbanden. Eine weitere Variante war das sogenannte Japanleder, wobei anstelle des Fischtranes Mineralöle Verwendung fanden.
Zum Einsatz kommen in Deutschland die Felle aller Huftiere (diverse Hirscharten, Schaf, Ziege, Wild), Rindshäute müssen zuvor gespalten werden. In den USA und Frankreich wird der Begriff ausschließlich für die abgespaltene Fleischseite von Schafshäuten benutzt, die rein trangegerbt (altsämisch gegerbt) sind.

## Ablauf

### Vorbereitung
Bei dieser Gerbung der Haut erfolgen die Vorbereitungsarbeiten in der Wasserwerkstatt ähnlich wie bei der verbreiteten Vegetabilgerbung. Die Häute werden dazu zunächst gereinigt und gewässert, um das Kochsalz der getrockneten und gesalzenen Häute herauszulösen. Anschließend wird ein paar Wochen mit einer zweiprozentigen (m/V) Kalkbrühe gekalkt (oder mit Pottasche geascht), um Fette in der Haut zu verseifen und herauszulösen, die Haarwurzeln zu lockern sowie um die Epidermis der Haut abzulösen. Zur Verbesserung der Ablösung der Epidermis wird teilweise 1,25 % Natriumsulfid (m/V) der Kalklösung zugesetzt, denn das Keratin in der Epidermis enthält im Gegensatz zum Kollagen in den darunterliegenden Schichten Disulfidbrücken in Form von Cystinen, welche durch Sulfide spaltbar sind. Zur Entfernung des Kalks werden die Häute in eine Lösung aus 0,5 % Schwefelsäure und 0,25 % Natriumsulfat überführt.
Daraufhin wird maschinell oder per Enthaareisen auf dem Gerberbaum enthaart, die Unterseite entfleischt und die Haut gebeizt und gestrichen. Dadurch wird die Haut zur Blöße. Anschließend wird mit einer sauren Lösung (der „Pickel“, von englisch pickling für ‚sauer einlegen‘) der pH-Wert gesenkt und später in einem Bad mit Wasser mit möglichst geringem Gehalt an Salzen geschwellt. Als Pickel wird beispielsweise eine Lösung von 5 % Kochsalz und Ameisensäure bis zu einem pH-Wert von 3 verwendet. Durch das nachfolgende Schwellen in Wasser werden die Kollagenfaserzwischenräume geweitet und es kann später mehr Öl aufgenommen werden. Oftmals wird bereits an dieser Stelle die Haut gespalten, das kann aber auch später erfolgen. Anschließend erfolgt noch ein Pickel-Bad (in 10 % Kochsalz, pH 5), wodurch die Haut abschwillt. An dieser Stelle kann eine Aldehydgerbung erfolgen, als Teil einer Neusämischgerbung. Hierzu werden beispielsweise 0,75 % (m/V) Glutaraldehyd zur Lösung hinzugegeben. Allerdings verläuft die Aldehydgerbung bei diesem pH-Wert relativ langsam. Die Aldehyd-Vorgerbung verhindert mikrobielle Zersetzung der Haut und erhöht die spätere Aufnahme von Fett. Anschließend wird die Lösung nach der Aldehyd-Vorgerbung durch Zugabe von 0,5 % Natriumformiat und 0,5 % Natriumcarbonat auf einen pH-Wert von 8 gebracht. Die Blößen werden aus der Lösung entnommen und abgedeckt übernacht gelagert.

### Gerbung
Danach kann der eigentliche Gerbvorgang mit ungesättigten Fettsäureverbindungen (hauptsächlich mehrfach ungesättigte Triglyceride) beginnen. Die enthaarten Blößen werden durch mechanisches Einarbeiten von Lebertran in Walkmühlen mit Tran gesättigt (fettgar) und gewalkt. Dabei wird Wasser aus der Haut gedrückt und durch Fett ersetzt. Bei der Handwerkstechnik müssen die Blößen 1 bis 1,5 Tage ununterbrochen gewalkt werden und der Zyklus Einfetten-Walken ist sechs- bis zwölfmal zu wiederholen. Die Blößen können auch mechanisch in rotierenden Fässern gewalkt werden. In rotierenden Fässern werden bei der Sämischgerbung 30 % des Gewichts der Blößen an Fett verwendet und mit 8 UpM rotiert.
Der unmittelbare Gerbvorgang, d. h. die Umwandlung der Haut in Leder, erfolgt während eines sich daran anschließenden Vorgangs. Dabei werden die Blößen übereinander in eine Wärmekammer gelegt, wobei sie sich durch eine ablaufende chemische Reaktion des Trans mit dem Kollagen der Haut erwärmen und eine gelblich-beige Färbung annehmen. Um die Polymerisation stärker in Gang zu bringen, kann die Temperatur kurz auf 40 – 50 °C erhöht werden. Danach sollte gekühlt werden, denn die Reaktion erzeugt Wärme und die Gerbung sollte anschließend bei maximal 35 – 40 °C erfolgen – also 30 °C unterhalb der Schrumpfungstemperatur – damit sich das Leder nicht verzieht. Durch die Oxidation eingeleitet, polymerisieren die mehrfach ungesättigten Fettsäuren der verwendeten Fette innerhalb des Leders und vernetzen sich untereinander und zum geringeren Teil auch mit den Kollagenfasern. Das Fett sollte als Kompromiss zwischen schneller Polymerisation und Nichterhitzen der Haut idealerweise eine Iodzahl von 120 – 160 aufweisen. Teilweise wird ein Oxidationsmittel wie Ozon oder Wasserstoffperoxid verwendet, um die Oxidation zur Einleitung der Polymerisation zu beschleunigen, wodurch die Polymerisation der Sämischgerbung von 10 bis 12 Tagen (mit Luftsauerstoff) auf eine Stunde (mit Ozon) im rotierenden Fass bzw. 8 Stunden (mit Wasserstoffperoxid) im rotierenden Fass und anschließend drei Tagen Polymerisation ohne Rotation verkürzt wird.
Danach muss überschüssiges bzw. ungebundenes Fett durch Handbearbeitung mit Hilfe eines Werkzeugs (Schlichtmond) oder durch Auswaschen in einem alkalischen Bad entfernt werden, z. B. in einer Sodalösung mit Tensiden ausgewaschen. Alternativ können organische Lösungsmittel verwendet werden. Im Sämischleder entstammen nach der Entfettung etwa 5 % des Ledergewichts von Fetten. Das überschüssige, extrahierte, oxidierte Öl nach der Reaktion wird unter anderem als degras oder moellon bezeichnet, von  französisch dégraisser für ‚entfetten‘ bzw. von französisch moelle für ‚Knochenmark‘. Degras wurde als Lederfett verwendet, weil es nicht mehr verharzen kann.

### Nachbearbeitung
Danach erfolgt die Zurichtung des Leders, die wie bei allen anderen Verfahren aus der Trocknung, mechanischen Bearbeitung von Stärke und Oberfläche, dem Weichmachen und dem Aufmaß besteht. Die Leder werden getrocknet, maschinell gedehnt (gestollt) und geschliffen. Gefärbt wird zumeist im Bürstverfahren, oft mit Lösungen aus Pflanzenfarbstoffen, wodurch sich die typische Oberflächenfärbung mit ungefärbter Fleischseite ergibt. Alternativ wird im Färbebad durchgefärbt, wodurch sich die Farbe auch nach Abnutzung der Oberschicht nicht ändert. Wird vor der eigentlichen Gerbung bei Wildfellen (Reh, Hirsch, Gämse) entweder im Blößenstadium oder nach der Vorgerbung die Narbenschicht entfernt, ist Sämischleder ein Rauleder.

## Geschichte
Die Sämischgerberei ist eine der ältesten Gerbtechniken. Zur Herleitung des Begriffs vermutet Günter Groß eine Entlehnung aus der niederländischen Sprache, und zwar des Wortes „zeem“, das „weich“ bedeutet. Ursprünglich wurden Gämsfelle verarbeitet, deshalb das Synonym des Sämischleders „Chamoisleder“ (Chamois ist das französische Wort für Gämse).